# B
La b (en mayúscula B, nombre be, en plural bes) es la segunda letra del alfabeto español y del alfabeto latino básico y su primera consonante. La Ortografía de 2010 propone be como nombre único para esta letra. Para distinguirla de la V, también se le llama be alta, be grande o be larga.
Representa un sonido consonante obstruyente, bilabial y sonoro.

## Historia
La letra b probablemente se tomó del pictograma de una casa en los jeroglíficos egipcios, que corresponde a su planta esquemática. En alfabeto proto-semítico y en hebreo era la primera letra de la palabra bayit, que significaba casa, de donde proviene la forma primitiva, que originó la β del alfabeto griego y la B del alfabeto latino o romano. 
| Jeroglífico egipcio (casa) pr | Proto-semítico (casa) | Fenicio Beth | Griego Beta | Etrusco B | Latín B | F Círlico B |
| ----------------------------- | --------------------- | ------------ | ----------- | --------- | ------- | ----------- |
|                               |                       |              |             |           |         |             |

## Uso

### Representaciones gráficas
La "B" mayúscula representa: 
- En el sistema de notación musical anglosajón: a la nota musical si. En el sistema de notación musical alemán: a la nota musical si bemol.
- El símbolo químico del boro.
- En informática: a la unidad de información, el byte.
- En varios países: a una nota calificativa dentro de un sistema de calificación basado en letras que van de la «A» a la «F», y en la que «B» es la segunda mejor nota posible.
- En acústica, electricidad, telecomunicaciones y otras especialidades: a la unidad belio.
- En Sudamérica se usa la expresión «irse a la B» para indicar un descenso de categoría. Vinculado al fútbol. Ej: «Te fuiste a la B, como River en el 2011». Equivale a chascarrillo o cargada hacia el perdedor.

La "b" minúscula representa:
- En el Alfabeto Fonético Internacional, una oclusiva bilabial sonora.
- En el idioma Braille inglés (grado 2): a la palabra «pero», que en inglés es but, cuando esta va sola.
- A la unidad de superficie equivalente a 10-28 m², el barn.
- En los países angloparlantes: representa una nota que es un semitono menor que la nota "B", de los países nórdicos de Europa continental.

### Uso fonético
En el español, así como en la mayoría de los idiomas que usan el alfabeto latino y el Alfabeto Fonético Internacional, la "b" indica un sonido Oclusivo bilabial sonoro, representado por /b/. 
Pese a que se mantenga la tradición de escribir "B" y "V", desde el siglo XV estas letras carecen de distinción alguna en español normativo, ambas se pronuncian con un fonema bilabial /b/; el fenómeno se conoce como betacismo. Para saber más sobre la confusión histórica de estas grafías, véase V.
En algunos dialectos del español, la /b/ intervocálica se pronuncia labiodental [v] cuando hay énfasis. Según lo dicho, en una exclamación como "¡debí haberte dicho que vinieras!" puede haber una articulación "v" tanto para las dos "b" como para la "v" ortográficas. Esta labiodentalización de "b" y "v" ortográficas no es ningún arcaísmo fonético ni responde a la antigua tradición distinguidora del español preclásico, sino una realización alofónica del fonema /b/.
En Andalucía la fricativización de las grafías "v" y "b" suele ocurrir en los enlaces cuando se aspira la /-s/ final de la palabra anterior ante "b" y "v" ortográficas: "es valiente" suele articularse [ˈɛ βaˈljɛnte] o incluso con [ɸ] sorda en algunas zonas, [ˈɛ ɸaˈljɛnte]. Este fenómeno es similar al que sufren /d, g/ en las mismas posiciones.

#### En otros idiomas
En inglés, al igual que en español, denota un sonido oclusivo bilabial sonoro, pero se pronuncia más fuerte que en el español. Algunas veces es muda: en la mayoría de los casos porque la palabra se deriva de viejas palabras monosilábicas con la "b" final siendo precedida por una "m", como en lamb (cordero) o bomb (bomba); otras pocas veces se debe a una escritura etimológica que hace a la palabra más parecida a su origen en latín, como en debt (deuda) o doubt (duda).
En estonio, islandés, y en el pinyin chino, la 'b' no denota una vocal consonante, sino que representa una /p/ sorda que contrasta con ya sea una geminada /pp/ (en estonio) o una /pʰ/ aspirada (en chino, danés e islandés), representada por 'p'. En Idioma fiyiano, la 'b' representa un /mb/ prenasal; mientras que en zulú y en xhosa representa una /ɓ/ implosiva, en contraste al dígrafo "bh" que representa al sonido /b/.
El Idioma finés usa la "b" solo como préstamo lingüístico.

## Reglas para su uso ortográfico
Debido a su igual pronunciación, las letras "v" y "b" suelen ser motivo de confusión y de errores ortográficos al momento de escribir una palabra con este sonido. Es por ello que en el idioma español, existen reglas para el correcto uso ortográfico de ambas letras.
Se escriben con b:
- Las palabras en las que "b" va seguida de cualquier consonante: 
  - Sílabas con bl: temblar, bledo, tablilla, bloque, blusa.
  - Sílabas con br: abrasión, hebreo, abrir, brote, abrumar, bracier.
  - Palabras con bs, bj, bv, bd y bt: objeto, obvio, observar, súbdito, obtener, abdominal, obstáculo, subvención.

- Los prefijos:
  - bene, bien (bien): benefactor, bienhechor, benemérito, bienaventurado.
  - bi, bis,  o biz (dos, doble):  bisagra, bisiesto, bisílaba, bisabuelo.
  - bibl (libro): biblia, bibliografía, biblioteca.
  - bio (vida): biofísica, biografía, biotecnología.
  - sub (debajo): submarino, subteniente, subterráneo.

- Las palabras que empiezan con al, ar, excepto: Álvaro, alveolo, arvejo, arverja, alverjaque y sus derivados: Álvarez, arvejón. Ejemplos: arbusto, alboroto, árbitro, alborada.

- Las palabras en las que "b" va seguida de "u", en especial las que comienzan con bu, bur y bus, excepto: vuelta, vuelco, vuestro, vulcanizar, vulgo, vulnerar, párvulo. Ejemplos: burdel, búsqueda, búfalo, abusar.

- Las palabras terminadas en  ble, bil, bilidad, bundo y bunda, excepto: civil, móvil y sus compuestos y derivados: movilidad, civilizada, movimiento. Ejemplos: hábil - habilidad, admirable, soluble - solubilidad, moribundo, meditabunda.

- Las palabras en las que "b" va después de '"m": ambiguo, rombo, tambor, hombre, temblar.

- Todas las formas de los verbos terminados en ber, bir y buir, excepto: absolver, atrever, entrever, hervir, precaver, servir, ver, vivir y sus compuestos y derivados: servidor, hervidero, convivir, vivienda. Ejemplos: cohibir, retribuir, beber, deber, sorber, haber, saber.

- Las palabras terminadas en aba, abas, ábamos, abais y aban del pretérito imperfecto del indicativo de los verbos terminados en ar, más el del verbo ir: iba, íbamos, iban. Ejemplos: andaba (andar), caminábamos (caminar), soñabas (soñar).

- Todas las compuestas y derivadas de voces que se escriben con "b": embolsar, boquiabierto, innoble, contrabando, embaucar.

## Tipografía
| B gótica        | B uncial             | Modern Roman B   | Modern Italic B   | Modern Script B |
| En letra gótica | En caligrafía uncial | B romana moderna | B itálica moderna | B letra moderna |

## Letras y caracteres relacionados
- Β, β: la letra griega beta.
- В, в: la letra cirílica ve.
- Б, б: la letra cirílica be.
- Ъ, ъ: la letra cirílica jer o er, también llamada yer posterior.
- Ь, ь: la letra cirílica yer anterior.
- ẞ, ß: la letra alemana eszett.
- ב : la letra hebrea bet.
- 𐤁 :La letra fenicia bet.
- ␢: U+2422 ␢: espacio en blanco.
- ♭: símbolo musical bemol.

## Códigos en computación
| Carácter                        | B                        | B                        | b                        | b                        |
| ------------------------------- | ------------------------ | ------------------------ | ------------------------ | ------------------------ |
| Nombre Unicode                  | LETRA LATINA B MAYÚSCULA | LETRA LATINA B MAYÚSCULA | LETRA LATINA B MINÚSCULA | LETRA LATINA B MINÚSCULA |
| Codificación                    | decimal                  | hexadecimal              | decimal                  | hexadecimal              |
| Unicode                         | 66                       | U+0042                   | 98                       | U+0062                   |
| UTF-8                           | 66                       | 42                       | 98                       | 62                       |
| Referencia de carácter numérico | &#66;                    | &#x42;                   | &#98;                    | &#x62;                   |
| familia EBCDIC                  | 194                      | C2                       | 130                      | 82                       |
| ASCII nota                      | 66                       | 42                       | 98                       | 62                       |

nota: También para codificaciones basadas en ASCII, incluyendo DOS, Windows, ISO-8859 y las familias de codificaciones de Macintosh.

## Representaciones alternativas
En alfabeto fonético aeronáutico se le asigna la palabra Bravo.
En código Morse es:  — ••• 

Banderas de señales
Alfabeto semáforo
Signografía Braille (español)
Alfabeto manual